# Cecil B. DeMille Award
Le Cecil B. DeMille Award récompense des artistes pour l'ensemble de leurs carrières dans l'industrie cinématographique, et parfois aussi pour leurs engagements humanitaires ou associatifs. Il est attribué annuellement depuis 1952 par la Hollywood Foreign Press Association lors de la cérémonie des Golden Globes à Hollywood. 
Ce prix est ainsi nommé en l'honneur de Cecil B. DeMille, l'un des réalisateurs les plus célèbres du cinéma américain.

## Récipiendaires

### Années 1950
- 1952 : Cecil B. DeMille
- 1953 : Walt Disney
- 1954 : Darryl F. Zanuck
- 1955 : Jean Hersholt
- 1956 : Jack L. Warner
- 1957 : Mervyn LeRoy
- 1958 : Buddy Adler
- 1959 : Maurice Chevalier

### Années 1960
- 1960 : Bing Crosby
- 1961 : Fred Astaire
- 1962 : Judy Garland
- 1963 : Bob Hope
- 1964 : Joseph E. Levine
- 1965 : James Stewart
- 1966 : John Wayne
- 1967 : Charlton Heston
- 1968 : Kirk Douglas
- 1969 : Gregory Peck

### Années 1970
- 1970 : Joan Crawford
- 1971 : Frank Sinatra
- 1972 : Alfred Hitchcock
- 1973 : Samuel Goldwyn
- 1974 : Bette Davis
- 1975 : Hal B. Wallis
- 1976 : Non décerné.
- 1977 : Walter Mirisch
- 1978 : Red Skelton
- 1979 : Lucille Ball

### Années 1980
- 1980 : Henry Fonda
- 1981 : Gene Kelly
- 1982 : Sidney Poitier
- 1983 : Laurence Olivier
- 1984 : Paul Newman
- 1985 : Elizabeth Taylor
- 1986 : Barbara Stanwyck
- 1987 : Anthony Quinn
- 1988 : Clint Eastwood
- 1989 : Doris Day

### Années 1990
- 1990 : Audrey Hepburn
- 1991 : Jack Lemmon
- 1992 : Robert Mitchum
- 1993 : Lauren Bacall
- 1994 : Robert Redford
- 1995 : Sophia Loren
- 1996 : Sir Sean Connery
- 1997 : Dustin Hoffman
- 1998 : Shirley MacLaine
- 1999 : Jack Nicholson

### Années 2000
- 2000 : Barbra Streisand
- 2001 : Al Pacino
- 2002 : Harrison Ford
- 2003 : Gene Hackman
- 2004 : Michael Douglas
- 2005 : Robin Williams
- 2006 : Sir Anthony Hopkins
- 2007 : Warren Beatty
- 2008 :  Non décerné. Steven Spielberg fut annoncé fin 2007 qu'il serait lauréat du prix DeMille. La grève des scénaristes américains fit annuler la cérémonie dont les résultats furent communiqués en conférence de presse, le prix à Spielberg fut donc différé.
- 2009 : Steven Spielberg

### Années 2010
- 2010 : Martin Scorsese
- 2011 : Robert De Niro
- 2012 : Morgan Freeman
- 2013 : Jodie Foster
- 2014 : Woody Allen
- 2015 : George Clooney
- 2016 : Denzel Washington
- 2017 : Meryl Streep
- 2018 : Oprah Winfrey
- 2019 : Jeff Bridges

### Années 2020
- 2020 : Tom Hanks
- 2021 : Jane Fonda
- 2022 : Non décerné. L'Hollywood Foreign Press Association fut confrontée l'année précédente à de nombreuses polémiques, ce qui fait que la cérémonie, boycottée par les diffuseurs, ne décerne pas le prix[1].
- 2023 : Eddie Murphy[2]
- 2024 : Non décerné. L'ajout de deux nouvelles catégories compétitives et de l'augmentation du nombre de nommés font que les prix honorifiques ne seront pas remis cette année[3].
- 2025 : Viola Davis